# 卡纳波利斯
卡纳波利斯（葡萄牙語：Canápolis）是巴西巴伊亚州的一个市镇。总面积464.307平方公里，总人口10153人，人口密度21.9人/平方公里。